# Solajny
Solajny (obocznie Jurandowo, niem. Solainen) – wyludniony przysiółek wsi Licze w Polsce położona w województwie pomorskim, w powiecie kwidzyńskim, w gminie Kwidzyn.
Inną nazwą tego miejsca jest Jurandowo o statusie uroczysko.
W latach 1975–1998 miejscowość administracyjnie należała do województwa elbląskiego.